# دوروثي واربرتون
دوروثي واربرتون (بالإنجليزية: Dorothy Warburton)‏‏ (1935 في أونتاريو - 26 أبريل 2016 في إنغلوود) عالمة وراثة من كندا.

## التعليم
تعلمت دوروثي واربرتون في:
- جامعة مكغيل

## الجوائز
حصلت دوروثي واربرتون على الجوائز الآتية:
- جائزة ويليام ألان